# Хамахер, Вернер
Вернер Хамахер (нем. Werner Hamacher; 27 апреля 1948 — 7 июля 2017) — немецкий философ, филолог и переводчик.

## Биография
Изучал философию, литературу, религиеведение в Свободном университете Берлина и Высшей нормальной школе в Париже. Сблизился в Париже с Деррида и Лаканом, переводил труды последнего, а также Пола де Мана, стихи Жана Дэва. Издавал и комментировал поэзию Целана. Руководил книжной серией Meridian: Crossing Aesthetics в издательстве Стэнфордского университета. Преподавал в университете Джонса Хопкинса, Амстердамском университете, Высшей нормальной школе. С 1998 года — профессор Франкфуртского, с 2003 года — Нью-Йоркского университета.

## Труды
- Pleroma — zur Genesis und Struktur einer dialektischen Hermeutik bei Hegel. Frankfurt/Main: Ullstein, 1978
- Entferntes Verstehen: Studien zu Philosophie und Literatur von Kant bis Celan. Frankfurt/ Main: Suhrkamp, 1998
- Anataxe, virgule, balance. Marseille: É. Pesty, 2009 (анализ поэтики Жана Дэва)
- 95 тезисов о филологии/ 95 Thesen zur Philologie. Frankfurt/ Main; Holderbank: Engeler, 2010
- Sprachgerechtigkeit. Frankfurt/Main: S. Fischer, 2013
- Minima philologica. С.-Пб.: Издательство Ивана Лимбаха, 2020.